# Dusun Tua Pelang
Dusun Tua Pelang is een bestuurslaag in het regentschap Indragiri Hulu van de provincie Riau, Indonesië. Dusun Tua Pelang telt 1045 inwoners (volkstelling 2010).